# Lo scambista
Lo scambista (De wisselwachter) è un film del 1986 diretto da Jos Stelling. Il film è basato sull'omonimo racconto dello scrittore olandese Jean-Paul Franssens. Il film ha vinto il Corvo d'argento per il miglior film al Festival internazionale del cinema fantastico di Bruxelles del 1987.

## Riconoscimenti
- 1986 - Mostra internazionale d'arte cinematografica
  - Menzione speciale
- 1986 - São Paulo International Film Festival
  - Premio del pubblico per il miglior film
- 1986 - Film Festival dei Paesi Bassi
  - Premio speciale della giuria
- 1987 - Festival internazionale del cinema fantastico di Bruxelles
  - Corvo d'argento
- 1988 - Festival internazionale del cinema di Porto
  - Premio speciale della giuria
  - Candidatura al miglior film